# ثريونات المغنيسيوم
ثريونات المغنيسيوم هو ملح المغنيسيوم لحمض الثريونيك [الإنجليزية] وصيغته الكيميائية Mg(C4H7O5)2.